# Edward Victor Hallinan
Edward Victor Hallinan, britanski general, * 1897, † 1974.